# Биволаре (концлагер)
 Тази статия е за концлагера.  За селото в окръг Яш, Румъния вижте Биволари (окръг Яш).  
Концлагерът при село Биволари (на румънски: Bivolari), известно и като Биволаре или Биволи Маре, е концентрационен лагер, където са депортирани и загиват огромен брой добруджански българи.
Концлагерът е бил разположен при с. Биволари (Lat:47.533333;Long:27.433332) на 35 километра северно-североизточно от град Яш в Румъния, на границата със съвременната Република Молдова.
Румънската власт започва депортациите на българи към концлагерите на 15 август 1916 г., преди встъпването на България в Първата световна война. След разгрома на Румъния от българските и съюзните им войски освобождаването на малцината оцелели българи започва от 5 февруари 1918 г.
Жертви на румънците в този концлагер стават голяма част от българите (от 25 0000 до 40 000), отвлечени по списък от селищата им от румънската власт и пратени в концлагери и на каторжен труд в Молдова през Първата световна война.
Там са подложени на нечовешка експлоатация, тормоз и глад, от които след войната, когато концлагерите са опразнени, оцеляват само около една четвърт от задържаните.
В памет на избитите в Молдова от румънците българи днес са издигнати паметни плочи в Балчик, Каварна, Гурково, Победа.